# Stylogaster hirticosta
Stylogaster hirticosta är en tvåvingeart som beskrevs av Camras och Parrillo 1985. Stylogaster hirticosta ingår i släktet Stylogaster och familjen stekelflugor.
Artens utbredningsområde är Venezuela. Inga underarter finns listade i Catalogue of Life.